# Žabnica
Žabnica je naseljeno mjesto u Republici Hrvatskoj u Zagrebačkoj županiji.

## Zemljopis
Administrativno je u sastavu općine Farkaševac. Naselje se proteže na površini od 4,26 km².

## Stanovništvo
Prema popisu stanovništva iz 2001. godine u Žabnici živi 190 stanovnika i to u 60 kućanstava. Gustoća naseljenosti iznosi 44,60 st./km².
| broj stanovnika | 230   | 202   | 209   | 273   | 265   | 299   | 288   | 318   | 366   | 385   | 374   | 309   | 258   | 189   | 190   | 183   | 130   |
|                 | 1857. | 1869. | 1880. | 1890. | 1900. | 1910. | 1921. | 1931. | 1948. | 1953. | 1961. | 1971. | 1981. | 1991. | 2001. | 2011. | 2021. |